# SMAP解散風波

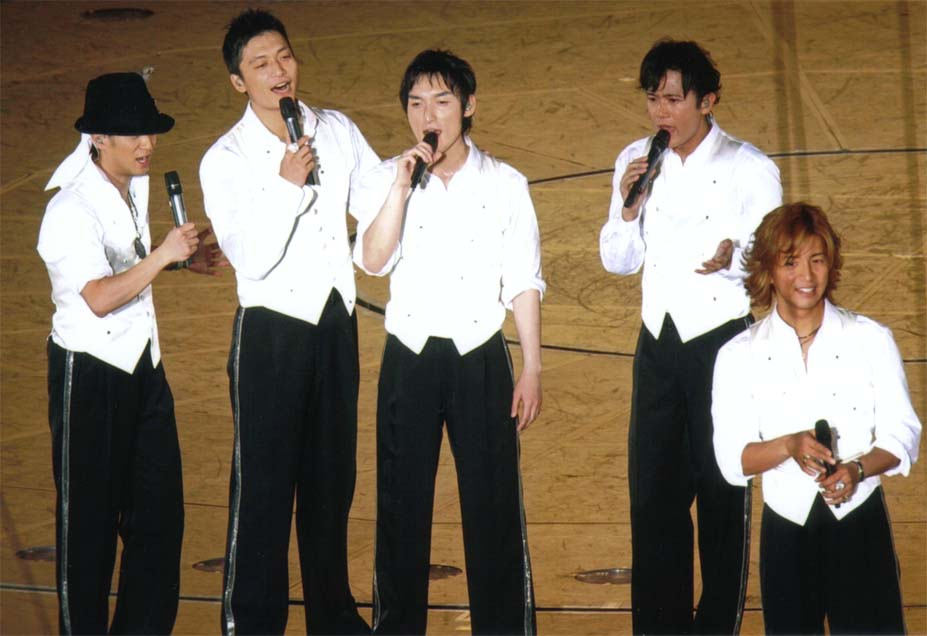
SMAP（摄于2008年）
（左起：中居正广、香取慎吾、草彅刚、稲垣吾郎、木村拓哉）

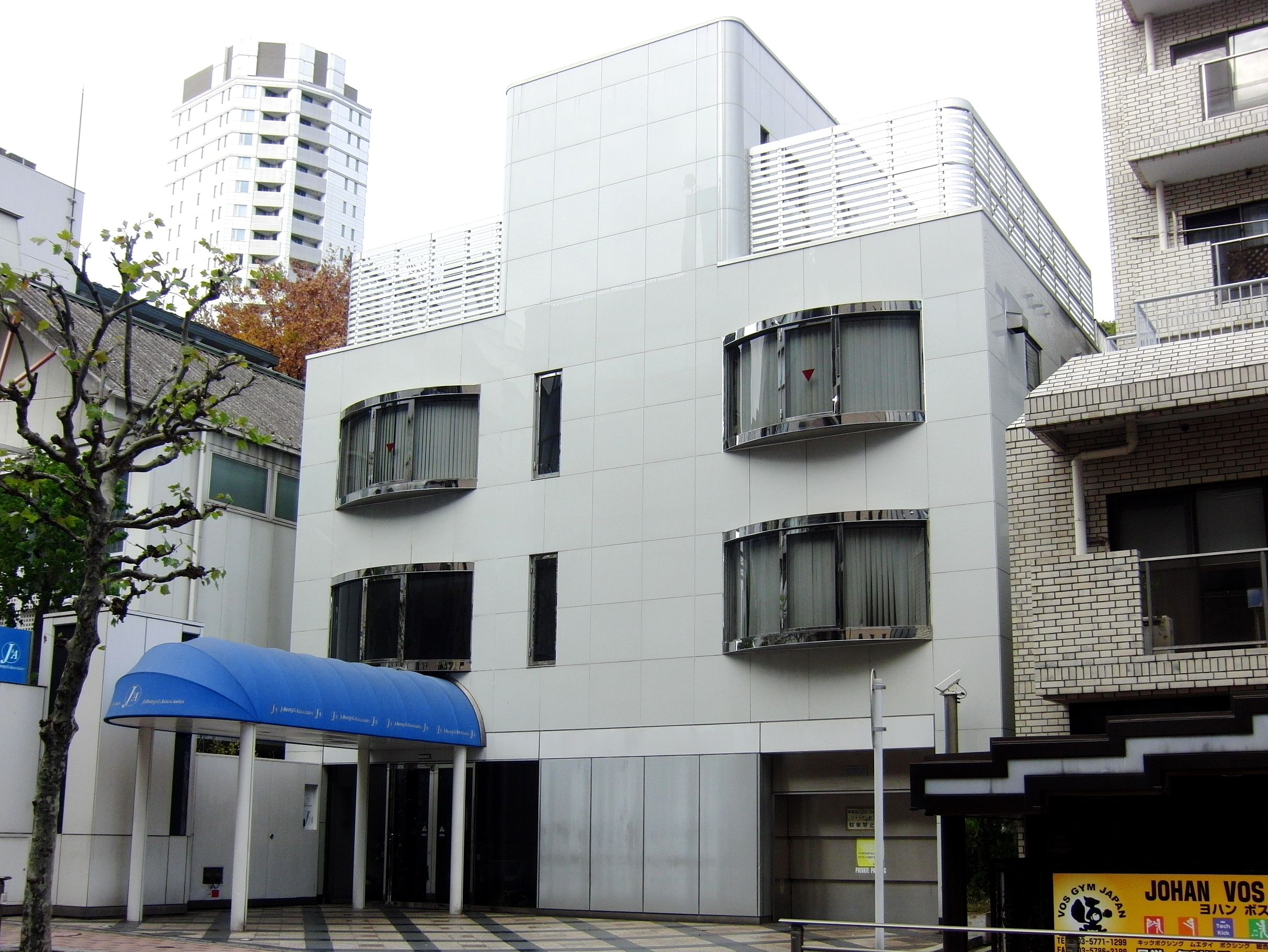
杰尼斯事务所原总部外观。

SMAP解散风波指的是围绕2016年日本经纪公司杰尼斯事务所旗下偶像男子组合SMAP在传出解散危机并最终解散过程中所引发的相关争议和社会讨论。

## 事件概要
SMAP于1988年结成并于1991年9月9日通过单曲《Can't Stop!! -LOVING-》正式CD出道， 组合成员包括：中居正广、木村拓哉、稻垣吾郎、草彅刚和香取慎吾， 以及在1996年退出组合的成员森且行。 自1990年代以来，SMAP一直活跃在日本演艺圈的第一线，得到了日本男女老少的支持并赢得了“国民团体”的美誉。 而SMAP所属的经纪公司杰尼斯事务所还拥有诸如岚、关西杰尼斯8在内的诸多男子偶像团体，从2000年代中期开始，杰尼斯事务所开始稳步固定其在日本男子偶像圈中的寡头统治地位。
2016年年初传出SMAP解散危机的新闻之后，在经历了一波三折并最终于年底正式解散之前，日本媒体上几乎每天都有关于SMAP成员与杰尼斯事务所的相关消息。并由此导致了SMAP支持者大量购买相关CD以应援SMAP的行为，以及在网络上大规模抨击杰尼斯事务所或部分成员，和重新审视了成员与事务所的影响力。相关事件的争议还引发了日本社会的广泛讨论。

## 事件发展

### 解散危机的萌芽
杰尼斯事务所是一家由约翰尼·喜多川与他姐姐玛丽·喜多川共同创建以培养并经营偶像为主要业务的娱乐经纪公司，姊弟俩的分工形式为由约翰尼·喜多川负责制作，而由玛丽·喜多川负责行政管理和媒体公关，这样的分工形式直到最近几年才发生改变。杰尼斯事务所在1980年代通过推出田野近三重唱与光GENJI等组合及其所演唱的热门歌曲而大获成功；但是到了1990年代，日本的音乐产业和电视产业迎来一个重大的转折点。乐队热潮在20世纪最后十年席卷日本，一些拒绝出演电视节目的实力派歌手大受欢迎，因而越来越多的音乐人辞演各类电视节目，由此导致各大电视台的音乐节目收视率严重受挫并陷入接连关停的局面。而作为各大电视台音乐节目重要宣传对象的偶像行业也迎来了“冰河期”，杰尼斯事务所的发展势头被遏制并陷入衰落的境地。
而就在这一时期，SMAP正式以发行单曲的形式出道，但是其出道单曲在当下的环境里并没有取得冠军单曲的排名并且后续几张单曲也没有打开销售局面，因此杰尼斯事务所决定不再对这个组合进行大规模宣传。而在当时担任文案工作的饭岛三智以“我愿意照顾SMAP”为由志愿申请成为SMAP的经纪人。饭岛三智积极地将SMAP成员推向综艺节目或电视剧成为主演或主要演员，而不是仅仅让他们局限在偶像市场内。一段时间后，SMAP成员在公众面前的曝光度得到了大量提升，甚至一些不关注偶像的民众也注意到了他们。她成功将SMAP推到了超级明星的位置。 杰尼斯事务所也采用饭岛三智的首发培养和推广小杰尼斯，并获得极大的成功，由此开始奠定杰尼斯事务所在偶像产业里的领头羊地位。此外，偶像的市场也在饭岛三智的开拓下得到极大的扩展，这也导致整个娱乐圈对偶像的定位发生了变化。
杰尼斯事务所的两位创始人玛丽和约翰尼都将饭岛三智视为公司的恩人并予以重任，而身为两人继承人的副总裁藤岛茱莉景子也将饭岛三智视为公司的重要职员，约翰尼由此相信公司未来是可以平稳过渡的。藤岛景子和饭岛三智的关系一度非常融洽，而且藤岛景子也非常依赖饭岛三智。 但是随着时间的发展，玛丽·喜多川对饭岛三智的态度越来越谨慎。这是由于藤岛景子和饭岛三智在经营和管理公司艺人的能力上存在这重大差异。藤岛景子此时已经开始模仿饭岛三智的手法经营TOKIO、岚及小杰尼斯们，而一些实际的业务工作却交给了其他人。尽管藤岛景子对优秀的艺人和工作团队无比渴望，但是其手下人才却始终不如饭岛三智。而最为重要的是，由藤岛景子所经营的组合没有一支能够与饭岛三智的SMAP媲美。直至2008年，岚的突然崛起才打破SMAP作为事务所唯一代表的事实。 玛丽考虑到自己女儿的地位，因而开始对饭岛三智的态度变得危险起来。而察觉到公司出现不安定气氛的约翰尼则成立了一家名为杰尼斯梦想的子公司，他将子公司交由饭岛三智经营，想借此为饭岛三智营造一个不受玛丽干扰的工作气氛，并同时希望能因此缓和两人的矛盾。 此外，从2010年开始，约翰尼开始将KAT-TUN及后面的年轻团体的经纪业务都交由饭岛三智管理。 然而这些举措在玛丽看来是饭岛三智假借约翰尼来挑战自己的权威，因此对饭岛三智的怀疑越发加深。由此导致即便是同一家公司的艺人，但是藤岛景子管理下的艺人和饭岛三智管理下的艺人在电视节目里是极少同台演出或出现在同一个画面里，这给事务所的经营带来了极大的困扰。
据说玛丽母女与饭岛三智的裂痕最终变得不可调和是源于《周刊文春》在2015年1月29日所刊载的一篇对玛丽的采访报道。自从杰尼斯事务所成为日本娱乐圈的巨擘之一后，它一直试图通过控制旗下艺人的电视节目通告和演出行程来制约媒体而避免其对自身不利新闻的报道，但是《周刊文春》是日本少数不受杰尼斯事务所控制的媒体。 玛丽·喜多川在接受记者采访的时候，对《周刊文春》有关杰尼斯事务所“继任总裁‘候补’”的报道是错误的，并正式承认“继任总裁已经确定”与继任总裁就是藤岛景子。同时她更是断言“（公司内）不存在任何派系”，“如果有什么事情让觉得公司内部存在‘派系’，那我会注意到饭岛。今天我就会开除她。”随后玛丽跑到二楼的彩排间，急匆匆地将饭岛三智叫到她的办公室。她当着饭岛三智的面说“SMAP不会跳舞”、“不能将孩子们交到不会教导好跳舞的饭岛手里”。而面对“是否存在‘派系’斗争”的时候，饭岛三智表示“我没有”。最后玛丽表示“如果这是真的，那就让SMAP滚出事务所！我会留下景子而让饭岛辞职！” 这让饭岛三智无法再在杰尼斯事务所工作下去，同时她也开始萌生将SMAP从事务所带走的念头。约翰尼·喜多川自然是反对饭岛三智和SMAP的离开，但是如果质疑自己姐姐玛丽那就是质疑自己，因此最后约翰尼也放弃了挽留。
此外在同年举办的“第66回NHK红白歌合战”的主持人选拔上，有报道指出“饭岛三智曾以个人名义请求NHK将白组主持人或总主持人的职位交给SMAP或木村拓哉，但是由于玛丽·喜多川威胁会让所有公司艺人抵制这次红白歌合战，因而NHK不得不放弃了饭岛的提议”。 但是NHK娱乐节目总监三沟敬志在一次例行采访中否认了上述说法。
此后，饭岛三智联系上了有着“娱乐圈大佬”之称的田边事务所总裁田边昭知，希望他能接受自己和SMAP的移籍。 杰尼斯事务所和田边事务所在私下就SMAP与饭岛的移籍事宜进行了接触，初步计划是在2016年9月SMAP合约到期时，SMAP与饭岛三智同时退出杰尼斯事务所而加入到田边事务所的关联公司K DASH；同时双方律师还就SMAP组合名称、关联作品、演唱会的表演权及分红进行了谈判。 而根据《周刊文春》采访杰尼斯事务所的干部得知，如果饭岛三智要选择独立的话，那么只是她一个人的行为，她没有得到任何人的帮助。而有关SMAP将移籍田边或吉本等经纪公司的事宜，玛丽和约翰尼已经和田边昭知确认过，对方否认了这件事。

### 解散危机的爆发
SMAP解散危机的爆发始于《周刊新潮》2016年1月21日期的发行。该期杂志实际于1月14日发行，而在1月12日《周刊新潮》与杰尼斯事务所的采访中确认了有关SMAP即将解散的消息。而为了降低《周刊新潮》报道所带来的冲击力，《日刊体育》和《体育日本》选择了在13日进行相关内容的报道。当时上述媒体确认的内容有：饭岛三智将在2月份从杰尼斯事务所离职；除了木村拓哉之外的其他四个人将跟随饭岛三智离开杰尼斯事务所；SMAP将彻底解散。 《日刊体育》在13日凌晨三点，而《体育日本》则在凌晨五点半分别在各自的网站上报道了相关内容； 随后各家电视台的新闻节目也纷纷参与到报道当中来，并在全天各时段进行跟踪报道。 午后，杰尼斯事务所正式发表官方声明稿。
当前，部分媒体报道了有关SMAP成员将独立以及其责任经纪人将离职的消息。
事实上，有关上述消息的实际情况是目前还在协商和谈判中。基于目前的情况，我们无法回答您任何有关细节的问题。非常感谢您的理解。
按照杰尼斯事务所的惯例，它们在解散SMAP之后将极有可能封杀想追随饭岛三智离去的四个人；同时也有报道指出事务所打算推动木村拓哉单独活动。次日（2016年1月14日），各大报纸和电视台的报道指出饭岛三智与中居正广、稻垣吾郎、草彅刚、香取慎吾等四人决定相互合作并选择解散SMAP，据说他们几乎都赞同这个决定，因为最初的组合框架让人绝望。 同日，由草彅刚主演的电视剧《Specialist》在朝日电视台展开宣传，但是在这期宣传节目里，草彅刚并没有谈及有关解散的新闻。
然而在当月14日出街的《周刊新潮》却详细报道了玛丽·喜多川是如何将饭岛三智赶出公司的始末。此外，一些不受杰尼斯事务所控制的网站和媒体也报道了有关杰尼斯的恶毒行径，因而各种投诉电话向杰尼斯事务所纷至沓来。 面对汹汹民意，杰尼斯事务所试图掌控事件的节奏。15日之后，杰尼斯事务所开始通过其控制下的媒体发布有关四人对独立事件感到后悔的报道，同时给木村拓哉安排上调节事务所和试图独立四人之间调停者的角色。事务所试图通过四人承认错误来削弱民意对他们的支持；同时他们也希望塑造木村拓哉的宽容形象来提高其支持度。 但是玛丽·喜多川对媒体报道的乱相感到不满，亲自打电话给一些负责报道的记者，指责他们在报道相关新闻上是指手画脚。对于玛丽·喜多川的束手无策，约翰尼·喜多川不得不亲自出面调停。他在17日午夜会见了试图独立的四人，向他们的辛苦表示致歉。 但是玛丽·喜多川并没有到场。第二天（1月18日）刚好是SMAP冠名节目《SMAP×SMAP》的播出日期，于是SMAP成员借助节目以直播的形式发出道歉讯息，并请求玛丽·喜多川的原谅。 而在当天《体育日本》的新闻却透露，木村拓哉在与杰尼斯事务所管理层协商中得到确认，即便饭岛三智离开公司，SMAP还是可以作为一个整体而继续存在。
1月18日，原本定于日本标准时22点整《SMAP×SMAP》由于前一档节目，电视剧《追忆潸然》是首集加长上映而延迟了15分钟播出。22点15分，《SMAP×SMAP》首先播出了SMAP的代表曲目《世界上唯一的花》并以此音乐为背景音由富士电视台播音员西山喜久惠以画外音的形式朗读了观众来信。然后在22点19分，SMAP五名成员的身影出现在直播画面上。 画面上，在黑色帷幕前，五人身着非常正式的黑色西装。五人的站立顺序从左至右依次为：中居正广、草彅刚、木村拓哉、稻垣吾郎和香取慎吾。五人依次向观众传达了一段讯息，这些讯息如下：

木村拓哉

“今天是2016年1月18日。

从上周开始，由于我们SMAP的事情引发了媒体骚动。

同时也让很多人担心和平添了许多困扰。

如果继续这样下去的话，SMAP可能会就此解散。

因此，我认为我们5个人聚集在一起向大家做一个说明是非常重要的。

为此我们擅做主张地安排了这样一个时间。”

稻垣吾郎

“这次因为我们的事情而让大家饱受困扰，对此深表歉意。

今后还请继续关注我们，我们也会因为大家的应援而继续努力。

以后还请多多关照。”

香取慎吾

“让很多人担心，并且还让大家感到不安，对此十分抱歉。

希望从今以后能和大家一起创造更多的笑容。”

中居正广

“这次，我越发感受到了大家对SMAP是怎样的支持。

真的十分抱歉。

今后，请多关照。”

草彅刚

“从大家的发言中认识到了很多事情，真的感谢各位。

这次，木村君为我们创造了向约翰尼先生致歉的机会。

现在，我们站在这里。

能够5个人一起站在这里，这让我感到十分安心。”

木村拓哉

“最后，从现在开始，无论发生，我们都将看向前方。

因为我们只想向前前进。大家，请多关照。”

（五人鞠躬）

在这段道歉直播结束的22:22，瞬间最高收视率达到37.2%（源自Video Research“关东地区·家庭·实时”收视数据）。 而当期节目在富士电视台的平均收视率为31.2%（源自Video Research“关东地区·家庭·实时”收视数据）；而在关西电视台的收视率则为29.7%（源自Video Research“关西地区·家庭·实时”收视数据）。
有关这段直播视频的内容，被人指出木村拓哉与其他四位成员在站立位置、评论内容及服装方面有着刻意的区别。此外，在草彅刚的发言中，一句“向约翰尼先生致歉的机会”被认为将杰尼斯事务所高管的霸道权威和守旧体制展现给观众。同时，四位成员在致歉时的含糊表情被也被招致诸如“杰尼斯强迫成员道歉”、“公众霸凌”等指责，而在网络中，更是用“公开处刑”等隐语加以形容。日本民间电视监督协会“放送伦理·番组向上机构”因这段道歉视频而在1月份就收到了2800余份投诉意见，并一度造成其官网访问困难。
这段道歉视频因为其新闻性而被其他电视台向制作方富士电视台询问使用授权，但是实际上这段视频已经开始在各家电视台的新闻直播节目里出现。对此富士电视台给出的答复是仅限各大电视台在1月19日当天免费使用一次；同时富士电视台将这段视频视为“新闻素材”，因而放弃收取广播费而只收取配音费。而朝日电视台的同档竞争节目《报道Station》却大肆利用这段视频，因而导致电视台内部有工作人员指责这是假借“新闻”的名义洗白无授权使用素材的行为。
主要媒体在报道这起“解散危机”新闻的时候都一度受到了干扰，杰尼斯事务所也立即向《周刊文春》和《周刊新潮》等杂志施压，致使在1月21日出街的28日号杂志上的报道内容成为符合事务所利益的内容。特别是在玛丽·喜多川接受《周刊新潮》的采访中，她将木村拓哉树立成一个与其他四位成员不同的对象。 1月22日，道歉事件之后的首期《SMAP×SMAP》完成录制之后，参与录制的杰尼斯事务所的前辈与后辈们举行了聚餐会，这被认为是SMAP与事务所达成了和解。 与此同时，随着Becky绯闻事件的爆发，媒体的关注点也被转移，因而“解散危机”被认为已经是“剧终完结”。 饭岛三智独自一人承担SMAP解散危机的责任从杰尼斯事务所离职，媒体的普遍观点是，她已经被日本娱乐圈所放逐。
在解散危机发生前后，体育类报纸（日本的娱乐八卦新闻通常都是刊载在体育类报纸上）完全按照杰尼斯事务所的授意进行报道，并因此得到了事务所才报道材料方面的支持。此外没有电视台敢直接采访杰尼斯事务所或SMAP成员并做出独立报道；它们所有针对事务所的报道全部都是援引体育类报纸的报道。特别是富士电视台，身为《SMAP×SMAP》的制作方，它们完全有能力获得后台内容或采访SMAP成员，但是他们的新闻报道也全部来自《日刊体育》的报道。而《体育日本》虽然报道了来自《SMAP×SMAP》工作人员的证词，但是他们还是极力避免去采访SMAP成员。
然而在另一方面，互联网上对杰尼斯事务所针对旗下艺人采用高压、强制力量感到极度的不信任，因此导致杰尼斯的品牌形象严重受损。
5月5日，约翰尼·喜多川在由其创作的《杰尼斯未来世界 from 帝剧 to 博多》的说明会上首次承认有关解散危机的新闻，但他否认SMAP会解散。 在接下来的6月份，通过杰尼斯家族俱乐部发送给各位会员的通讯里，刊载了有关SMAP五位成员针对解散和道歉的采访内容，同时也否认了SMAP会解散的传闻。

### 解散危机的延烧
因为饭岛三智已经从杰尼斯事务所离职，因此事务所所属艺人的管理权全部都统一到藤岛茱莉景子手中。由此传出今后当年两派艺人不得同台的禁忌将被打破，但事实却是SMAP不仅没有实现与岚的同台演出，反而SMAP因为其演出经纪人饭岛三智的离开而导致自身工作锐减。自从2014年开始担任的大阪环球影城宣传大使一职，以及从2012年开始的7-Eleven与“BISTRO SMAP”的合作项目都已经被终止；而其余由SMAP五人共同出演的广告也将在3月以合约到期为由而不再续签。SMAP唯一的团队冠名节目《SMAP×SMAP》也不再安排观众参与录影，小剧场环节也不再录制，而节目中以“SMAP×SMAP PRESENTS 〜”为名播出的特别版或过去精彩环节的重播却越来越多，甚至出现每月有数期节目停止播出。
而在SMAP的主业音乐工作中，即便是SMAP成团25周年，但是始终没有公布纪念单曲的发行计划和巡回演唱会计划。而在音乐节目的演出中，仅仅出演了NHK在3月12日播出的《地震五周年“明天”演唱会》，这也是SMAP最后一次同台出演音乐节目； 此后其他SMAP惯例会参加的大型音乐节目，诸如TBS电视台的《音乐日》和富士电视网的《2016 FNS夏日歌谣祭～海洋日特辑～》等则均未参加。
同时有关工作减少的话题也禁止SMAP成员向外积极谈及，但是在《FNS 27小时电视》中由中居正广现场出演的《秋刀鱼·中居的不眠夜》的节目里，共同出演的明石家秋刀鱼则引导中居正广谈及这个敏感话题。但当时中居正广却回答“有各种各样的工作。不过我做得很糟糕，但还好顺利地做完了”、“SMAP和派系斗争没有任何关系，这是大家过于敏感了”等来否认有关事务所和派系斗争的相关报道内容。

### 解散决定的公布
2016年8月14日，大约凌晨1点的时候，杰尼斯事务所以传真形式向日本各大媒体宣布了SMAP正式解散的消息。 传真内容除提及解散的简单过程之外，还特意写明“除木村拓哉以外的其余四名成员在8月10日向事务所提出了正式解散的意图”。 与此同时，SMAP成员对于解散的评论也被公布出来。

中居正广

“致我们的粉丝以及其他相关工作人员，我在此向您告知SMAP正式解散。对于给您造成的不便，我深表歉意；对于您的担心，也深表歉意。感谢您这些年的照顾。对于这样的结果，敬请原谅。对此，我没有什么好辩解的。”

木村拓哉

“对于这次‘组合解散’，说实话真的令人遗憾。但是在组合成立25周年的时候，如果我们五个人做不到共同进退，那就只能接受这样的结果。对于无视那么多热情粉丝的支持和辛勤工作人员的努力，‘解散’真的是个非常尴尬的结果。我现在不知道该说些什么。”

稻垣吾郎

“致我们的粉丝以及相关工作人员，对于这次的事情给您带来的不便，我深表歉意。我认为现在以及很难实现五个人一起工作，虽然这个决定非常困难，但我还是觉得应该‘解散’。希望你们能够理解我的意愿。这28年来，非常感谢您的支持。”

草彅刚

“这次我们选择了SMAP解散这条道路。非常感谢自组合成立28年来一直支持我们的粉丝和其他相关人士。今后我也将继续努力，希望能够得到您温暖的关注。”

香取慎吾

“致我们的粉丝以及其他相关工作人员，我们将解散SMAP。我要向许多支持我们的人表示感谢，同时也为这份突如其来的消息感到抱歉。”

和1月份传出SMAP解散危机时的情况一样，日本各大电视台都以速报的形式报道了这一消息。 特别是NHK综合频道在1点18分直接在“里约奥运会网球比赛半决赛（安迪·穆雷 vs 锦织圭）”的直播画面上以特别速报的形式报道“事务所公布人气偶像组合SMAP将于12月31日解散”，更在比赛结束后的1点38分中断奥运赛事的直播以突发新闻的形式全面报道SMAP解散一事。 此前，NHK极少在其新闻节目里报道娱乐消息。紧接着，TBS电视台、富士电视台、日本电视台都陆续在1点左右用速报字幕或深夜新闻节目内速报新闻的形式报道了SMAP解散的消息。另一方面，在第一批报道公布之后，由SMAP成员香取慎吾所主持的《SmaSTATION!!》节目所在的朝日电视台和东京电视台却没有以速报形式参与报道。
在杰尼斯事务所公布SMAP解散的消息之后，并没有举办与此相关的记者会予以说明。但在SMAP成员的各自广播节目里，大家都谈及了相关内容。
- 8月18日，文化放送的《稻垣吾郎的STOP THE SMAP》。稻垣吾郎为节目重新录制了开头的开场白部分。[66] “突然的解散消息让大家感到吃惊，对此我深表歉意。稻垣吾郎，今后也会继续加油的！”并就解散事件谢罪。[67]
- 8月19日，FM東京的《木村拓哉的What's UP SMAP!》。木村拓哉在节目的开始部分就解散事件发表了看法，“对于这次事件让大家所感到的难过，我深表歉意。……对所有SMAP的粉絲感到非常抱歉，真的很抱歉。”[68]
- 8月20日，日本放送的《中居正广的Some Girl's SMAP》。中居正广在节目开头评论道，“请大家原谅这一结果。在里约奥运会报道期间发生这样泼冷水的新闻，[註 8] 我真的很抱歉。实在是太对不起了！”[69]
- 8月21日，bayfm的《SMAP POWER SPLASH（日语：ShinTsuyo POWER SPLASH）》。在节目开头，草彅刚说：“组合结成的这28年，非常感谢大家。”而香取慎吾则说：“感谢那些很多支持我的人”。他们分别对粉丝表达了谢意。[70]

在杰尼斯事务所的历史上，SMAP解散是首次出现成员留在事务所但是组合却解散的情况。 这个情况的出现导致日本网络上再次出现针对事务所的攻击言论。

### 最终解散倒计时
在正式解散的消息公布之后，SMAP五位成员的活动变得非常低调，并且也未就解散进行任何特别活动。不仅没有举办常规的解散演唱会， 甚至还全部辞演诸如《30周年特别纪念节目 MUSIC STATION 超FES》（朝日电视网；2016年9月19日直播）、《2016 FNS歌谣祭》（富士电视网；2016年12月7日、14日直播）、《MUSIC STATION SUPER LIVE》（朝日电视网；2016年12月23日直播）、《秋刀鱼&SMAP!美女与野兽的圣诞节特别节目》（日本电视网）等SMAP往年年末经常参加的电视节目。 而在SMAP正式解散日直播的《第67回NHK红白歌合战》，SMAP也放弃了作为正式歌手的出场机会。 尽管NHK就此与杰尼斯事务所交涉，但SMAP在12月19日通过杰尼斯事务所发布了辞演声明，故NHK放弃了继续协商。 在发表辞演声明的同时，SMAP也向各家媒体公开了SMAP成员的联名意见书。
承蒙诸位的关照！

对于这次《第67回NHK红白歌合战》向我们SMAP发出表演邀请，我们非常感激。
作为SMAP承蒙各家音乐节目到现在为止所发出的各种演出邀请，应该选择怎样的节目成为我们组合最后的表演舞台，成员们也一直在苦恼地考虑。但是为了实现20年一起走过的责任，请让我们5人将《SMAP×SMAP》作为最后的演出舞台来表达我们的情感。
我们曾经出演过23次《NHK红白歌合战》，对此我们心存感激并致以衷心的谢意。
尽管心情非常阴郁，但我们还是真挚祝福《第67回NHK红白歌合战》成功举办。
真心非常感谢诸位！接下里我们5人还要继续承蒙大家的照顾，请多多关照！
2016年12月19日
SMAP
中居正广 木村拓哉 稻垣吾郎 草彅刚 香取慎吾
除了邀请SMAP参与演出之外，NHK也曾计划在红白的舞台上播出往年SMAP参演的著名场面并进行讨论的环节，但遭到“由于SMAP无法亲自出演却还要在节目中被提及，这对其他演出的艺人是失礼行为”为由的拒绝。 而在最后的节目播出时，没有出现任何关于SMAP的讨论。
最终，由完整的SMAP五人出演的最后一档节目是2016年12月26日在富士电视台播出的“《SMAP×SMAP》最终回”。最终回是一档长达五小时的特别节目，大部分内容是过去的精彩内容重新剪辑而成；唯一的新内容是仅仅在节目最后播出的于12月1日录制的《世界上唯一的花》演唱舞台，这也SMAP五人最后一次一起合唱。 整个五小时的特别节目里没有安排任何一个直播环节，因此最后的一次《SMAP×SMAP》直播是在2016年3月12日。此外，五人真正意义上以团体为名的最后一次工作是在12月8日录制《SMAP×SMAP》的环节《BISTRO SMAP》（12月19日播出），该期节目的来宾是塔摩利（同时也是这档节目的最后一个来宾）。 最终回的收视率如下：第一部分（18:30－19:00）为14.1%；第二部分（19:00－22:00）为17.4%；第三部分（22:00－23:18）为23.1%。以上数据来自Video Research关东地区·家庭·实时统计。 此外，一些滞后于富士联播网播出时间的地方电视台也在2016年结束前播出了这起特别节目。例如：大分电视台在12月27日凌晨1:00－5:48播出； 青森广播（隶属日本电视网）在12月31日凌晨0:59－5:47播出； 宫崎电视台在12月31日中午时段播出。
2016年12月30日，位于大阪府的调频广播电台——FM大阪从早上6点到晚上20点播出一档长达14个小时的特别纪念节目——“感谢！SMAP～THANK YOU "SMAP" 25 YEARS～”。该特别纪念节目将原本属于该台的四档常规节目打通，全数用来播放SMAP的音乐和介绍来自全日本SMAP粉丝的信息。
作为SMAP活动的最后一天，2016年12月31日，中居正广、稻垣吾郎、草彅刚、香取慎吾与1996年离开组合的成员森且行在东京都内一家烤肉店会面，这是一个没有任何工作人员参加的私人聚会。 另外一方面，木村拓哉没有出席这个聚会，而是留在家里与家人一起守岁。

#### 成员各自的最后评论
- SMAP POWER SPLASH（日语：ShinTsuyo POWER SPLASH）（2016年12月25日播出）[94]

从下周起改名为“ShinTsuyo POWER SPLASH”进行播出。

今年这一年非常感谢大家支持。明年也请多多关照。新年快乐。

（结束曲《谢谢》）
- 稻垣吾郎的STOP THE SMAP（2016年12月29日播出）[95]

这是SMAP主持最长的节目呢。虽然我有很多想法，但却不善言辞。这个节目对于SMAP是非常重要的存在，承载了太多的回忆。

最早是直播节目。从西武园游乐场赶过来。（在节目里）学到了很多，作为与粉丝沟通的桥梁，真的是非常感激。
感谢你们长期以来的应援。我感激不尽。我想（成员）每个人都会这样说，也都会这样想。
- 木村拓哉的What's UP SMAP!（2016年12月30日播出）[96]

关于《SMAP×SMAP》，收到了很多消息，谢谢大家。这档节目开始于1996年。那是《悠长假期》开始播出第1集，也是《SMAP×SMAP》开播的时候。最初的自己是怎样，我不知道。只是觉得自己的责任稍微变大了。自己的名字居然冠名广播节目了呢。

好像当时也有一些引起社会骚动的事情。之后，我们就开始有了《SMAP×SMAP》。这并不是一档热闹而开心的节目，所以非常感激大家的支持。
在下周节目的时候……啊，真是奇怪啊。我自己也不明白。到现在为止，今年已经算是结束了，也正在结束……这好像是个很简单的词语，但是今年的新年又有另外一个新的意义了。嗯，节目的名字不会改变。想要守护的，也没有动摇。我想要带着这样的勇气前进。
看到了很多签名，对所有的事情只能说一句抱歉。
谢谢！SMAP！

（结束曲《Can't Stop!! -LOVING-》）
- 中居正广的Some Girl's SMAP（2016年12月31日播出）[97]

《中居正广的Some Girl's SMAP》最后一期特别节目。2016年的最后一夜。幸或不幸，也是31日了。嗯，神将赐予我一个怎样的31日呢？继续坚持，还是不以为是。我试图解释这是有一些意义的吧。

我想我是不是要说点什么，但是我知道这肯定会带来一些麻烦。对我来说，过去一年的每一天都是敏感而微妙的日子。这種日子过得很快，也会变得麻木不仁，但它始终会来。这就是我所学到的。你不仅需要谨言慎行，更需要比以往更加礼貌。
因为想要在这个时候被更多人喜欢，所以我根本没有时间自私，甚至我没有一丝一毫属于自己。我不想撒谎，也不愿意说人坏话，更不可能去践踏别人的想法，強迫他们来肯定我。
我不觉得我今年所有的言论、行动和決断都是正确的。犯错的瞬间，出错的场景，我想肯定是存在的。我今年已经44岁，但是我从没有学习过如何面对这一年。例如九九乘法表、投球方法、给老人让座等等，当这些事情发生的时候，我可以用我从学校老师、爸爸妈妈、上司前辈那里学来的经验来面对。但今年发生的一切却是从来没有人教过我的，所以我真的不知道正确答案。绕了很多圈子，我也并不认为我所做的都是正确的。这是怀疑人生的一年，我感受到了。
没有人是坏人。当然，我并不是说我不是坏人。我并不是在这里博取同情和好感。很多事情都对我不利；如果顺利的话，那或许就是这件事并不敏感。因此有些尴尬，但是没关系。虽然我比较迟钝，但我还是听到了。如果这能让事情顺利地发展下去，那请便。
没有人是坏人，在岁末年初的这刻我想告诉你这个。今年团员们都很努力，很努力地坚持着。虽然期间掺杂着很多想法，甚至是一些非常复杂的想法，但这的确是我们都没有面对过的一年。我认为我们最终都坚持了为SMAP工作，请给我们一些鼓励。
这是一些我认为我必须要说的话。我想告诉你们，虽然我不看网络和周刊，但我也有一些消息来源。37万人以上的连署活动、《世界上唯一的花》购买活动、票选精选集最佳曲目、各地在9月9日的成立25周年纪念活动、购买报纸广告版面……所有人的想法都确切地传到了我的耳中、眼里，最重要是我的心底。并不是失去了回复的时机，也并不是假装没有看到，更不是毫无反应地逃遁。虽然回复有些晚，但是真的感谢你们，满满都是我的谢意。未能回应大家的期待，我很抱歉。如果是平时的我，我一定会说这些好烦、好沉重，但我终究没有这样说。从大家心中满溢出来的情感让我看到了纯粹的爱，于是我就这么纯粹地接受了下来。
对于迟来的回覆，我感到很抱歉。1月以后、8月以后，广播节目里也收到了很多明信片。节目里未能读到的明信片、未被介绍的明信片，我都讀过了，全部读过了。
这张特别的专辑，我已经整張聽完了，没有停顿地一口气听完了。起初我的心情很复杂，我以为我没有办法听完这张专辑，心想做不到那就算了。这虽然是SMAP发行的专辑，但更像是粉丝你们做出来的专辑。前面提到你们的连署、购买应援、报纸广告等等活动，为了你们的这份心意，这张专辑我也必须好好地听完。我不能因为我的原因而辜负你们，不能逃避。
现在来说说我对这张专辑的感受，作为SMAP的成员，我是最接近SMAP的，所以我能近距离观察他们，因此有着最真实的感受。而作为SMAP的粉丝来说，这是最好的专辑，这个感受和你们几乎一样。我一边听着，一边想着我们心意相通。我很惊讶，我喜欢的很多歌都在里面。专辑有3张CD，第1张CD的曲目是按歌曲的发行日期排序的。《Can't Stop!! -LOVING-》，接下来是《Best Friend》……大家是以怎样的心情选出这些歌曲的？
我想我还有很多话要说。一直以来提携我们的工作人员、合作演员和艺人们，希望明年大家都能更轻松一点。28年的时间，我不觉得眨眼就过去了的。不知道是不是我性格的问题，我并不是那种会完全目视前方的人。哪里偏离了轨道、哪里停下了脚步、哪里半途单耽搁了，我还是会好好地确认完了这些再上路的。
我还不知道明年要做什么，但我想慢慢思考一阵子之后再坚定前進。相叶君现在没有问题吧？我猜他会做得很好。我有点不知道现在我在做什么，我想以一个任性的方式，擅自而自私地以我喜欢的方式结束节目。最后的这首歌來自我的内心深处，所以我不打算介绍它了。
这是《中居正广的Some Girl's SMAP》的最后一次播出，也是作为SMAP的中居正广的最后一次播出，我想要大声说点什么！
慎吾！！刚！！吾郎！！木村！！SMAP！！再见！！ByeBye！！

（结束曲《SMAP》）

### 解散之后的余波
在SMAP正式解散之后紧接着播出的杰尼斯事务所年度节目《杰尼斯跨年演唱会》上，在常规的环节“杰尼斯组曲混合唱（ジャニーズシャッフルメドレー）”中，事务所的后辈艺人演唱了属于SMAP的《Original Smile》。此外，在电视转播结束后的告别环节上，一些同事务所的艺人发起了向SMAP致意的鼓掌环节。需要注意的是，杰尼斯事务所有着后辈艺人翻唱前辈艺人歌曲的习惯，因此不少事务所的后辈艺人都曾在SMAP解散前翻唱过他们的歌曲。可能在SMAP解散后，事务所依旧会安排后辈艺人翻唱他们的歌曲，并通过电视播送。
2017年1月5日，5人最后一次在杰尼斯事务所官网的SMAP专页内更新了各自的留言。

中居正广

“我很感激，是的。‘永别了’？好吧，是的！”

木村拓哉

“因为所有人都在那里，都在期待着，所以我觉得我应该说些什么。非常感谢你们。”

稻垣吾郎

“非常感谢您对SMAP的支持和爱护。对我来说，最重要的事情就是遇到你们每个人。感激不尽。”

草彅刚

“感谢您的支持。无论无聊时还是有趣时，我都和你们在一起。未来，也谢谢大家了。”

香取慎吾

“支持SMAP的大家，SMAP们，我爱你们！谢谢！”

同一天，在线点播服务宣布公开SMAP特典内容。所属的胜利娱乐宣布将于2017年6月30日关闭该服务。
2017年1月13日，约翰尼·喜多川在《泷泽歌舞伎 2017》的公演现场露面，并谈及了SMAP。对于去年5月由杰尼斯事务所发表的解散宣言，他表示，“我老实说，这里面并无谎言，但有时会有些细微差别”。对于未能维持五人的团队形式，他“感到抱歉”；他想对SMAP的粉丝说，“我们的心情是一样的，我也很悲伤”。对于SMAP五位成员的未来，他说“拥有越来越多温暖力量的他们将为各自的世界带去巨大希望”，“我不相信（关于他们寻求退社的谣言）。我不认为他们都在讨论离开，他们不是那样的人”。喜多川断言道：“我会永远支援、支持和声援他们！我相信他们，这毫无疑问！”
2月1日，杰尼斯事务所关闭SMAP组合的官方介绍页。
9月9日，稻垣吾郎、草彅刚和香取慎吾宣布退出杰尼斯事务所。22日，三人转投CULEN成为旗下代理的艺人并开通了三人的专属粉丝站“崭新地图”。同日，《朝日新闻》和《东京新闻》两份报纸上还刊登了相关的宣传广告。
SMAP解散之后，稻垣吾郎在接受《周刊文春》专栏作家阿川佐和子的对谈时，就解散事件回答道“在整个事情中，谁将被迫退出而谁又将留下来，那是否是我们五个人都能接受”，“虽然我不能说我们具体讨论了什么，但如果粉丝们不用担心这个就好了”。“我们五个人之间没有沟通不畅的问题，我们都热爱着彼此”，“虽然说爱有些夸张，但我们的心意是想通的”。“最后的结果是我们为了承担各自的责任并珍惜粉丝而决定的”。“不管是在无线电视台里共演，还是可以随意做其他什么事情，我希望这一天能尽早到来”。“我现在很积极地认为，如果没有偶像团体的头衔，作为演员会有更广阔的前途”。“也许会有人对我们现在的活动感到可惜，但我始终还是将粉丝的事情放在第一位，这点从未改变”。
关于SMAP解散这件事，中居正广坦言他有些遗憾，“我是个喜欢拖延谢幕的人，……因此SMAP未能好好地谢幕。”因此当泷与翼在2018年9月宣布解散的时候，中居联络了泷泽秀明并建议他“现在的泷与翼，请好好地将结尾写好”。在当年年底的杰尼斯跨年演唱会上，泷与翼做了最后的表演，为他们的谢幕留下了最后的美好画面。 另一方面，中居正广在2020年的时候说道“迄今为止，一直背负的东西终于放下来了；但老实说，我却没有如释重负的感觉”。
2019年7月17日，有报道指出杰尼斯事务所有针对日本各大商业电视塔施加压力，迫使他们不能在无线电视频道播出的节目里邀请稻垣吾郎、草彅刚和香取慎吾等三名从杰尼斯事务所退社的原SMAP成员。同日，日本公平交易委员会认为杰尼斯事务所的做法违背了《禁止私人垄断及确保公平交易相关法》为由向杰尼斯事务所发出了“注意”提示。自从稻垣吾郎、草彅刚和香取慎吾等三人选择和杰尼斯事务所解约后，他们原本在各大商业电视台正常播出的节目陆续停播。到了2019年7月，他们再无任何商业电视台的节目合作。为此，公平交易委员会开始约谈相关人士并展开正式调查。 同年11月27日，公平交易委员会发布了调查意见，认为杰尼斯事务所禁止退社艺人在一段时间内参与演出活动的规定违反了《禁止私人垄断及确保公平交易相关法》中“特权地位滥用”的规定。 从这以后，包括杰尼斯事务所在内日本各大经纪公司旗下艺人选择解约、独立的案例逐步增多； 而同为SMAP原成员的中居正广也在次年的2020年3月宣布退出杰尼斯事务所并组建属于自己的个人事务所“悠闲会（のんびりなかい）”。关于这一“注意”提醒，日本公平交易委员会前委员长杉本和行在接受采访时表示，“尽管我们对经纪公司和电视台都做了调查，但没有找到违反‘禁止垄断’的确凿证据；但我们将所有事情都综合起来进行评估时，还是认为他们的行为会导致垄断的产生”，“虽然这不是什么非常严厉的处罚，但我们希望能够传达一种声音。那就是即便在娱乐行业也是有可能违反‘反垄断法’的，这点非常重要！”
在2020年8月2日于AbemaTV播出的网络节目《7.2 崭新的其他窗户》中，香取慎吾吐露了自己的心声，“虽然已经过去三年了，但还是不能像这样出现在电视上么？” 而作为与之相关的采访，日本音乐事业者协会专务理事中井秀范则对媒体表示道，“虽然公平交易委员会的确对杰尼斯事务所展开了调查并发出了‘注意’提醒，但是他们同样没有查到任何有关迫害和骚扰的确凿证据。我认为他们失去电视台表演机会的更大原因在于他们身上的‘SMAP’、‘杰尼斯’等金字招牌被摘下了。”“电视台和广告公司始终都有避免麻烦和风险的意识。这是一个常识，如果一个寻求独立的艺人不能顺利和原经纪公司解约的话，那随之而来的就是争执和诉讼，尤其是随后可能引发的侵权行为而导致电视台和广告商陷入赔偿危机。因此我认为他们会避免合作，以规避可能的风险。”

## 各方反应

### 明星艺人
从2016年1月，SMAP解散传闻引发舆论争议到同年12月正式解散，日本娱乐圈内有诸多明星艺人对此发表了各自的意见。本章节收录的是影响巨大或争议尖锐的相关言论。
- 1996年宣布从SMAP组合退出并与杰尼斯事务所解约的现任摩托车赛车手森且行一直以自己的原则、杰尼斯事务所的相关政策以及自己已经和娱乐圈再无关系为由而自始自终都拒绝评论SMAP解散一事。当1月爆出解散传闻时，他以自己是刚刚听到消息为理由而拒绝了记者的采访，他对记者表示“不，不要问”。[122] 而当8月有关SMAP解散的消息被杰尼斯事务所确认后，正在参加SG摩托车大奖赛的森且行透过赛事主办方JKA的广报部门想媒体发表声明，“有关这次SMAP解散的新闻，我也是今天早晨才刚刚知道，所以我也暂时没有任何评论。”[123]

- 自SMAP出道以来就与他们有多次合作并参与了SMAP最后一次节目录制的日本喜剧明星兼知名电视节目主持人塔摩利也一直未对SMAP解散事件发表过任何评论。直至SMAP正式解散后的第二天，也就是2017年的1月1日，《体育日本》刊出了他的一封手写信函。

|            | SMAP很了不起。从很小的时候就在一起，并且一直努力了这么长的时间。难道这还不够？ 想想他们留下的那些东西，他们给予他人的那些东西，我想每个人嘴里都只有“谢谢”这句感谢的话语。 人生没有失败，孰好孰坏的判定根本无所谓。 重要的是，不要拖沓。干了这杯酒，就是好朋友。做过的事情很快就会被忘掉。这很重要。 这就是人的世界。 前路漫漫，总有一些事在未知的明天发生。 |
| ——森田一义 | |

- 据说早在2015年年底，明石家秋刀鱼与SMAP共同演出《秋刀鱼&SMAP！美女与野兽的圣诞节特辑（日语：さんま&SMAP!美女と野獣のクリスマススペシャル）》时就意识到SMAP成员之间有问题。[124] 在SMAP宣布解散前，明石家的秋刀鱼还与中居正广共同主持了《FNS27小时电视》，他在节目里宣称自己“既不是木村派也不是中居派，而是SMAP派”。而当解散的消息公布后，他在每日放送的电台节目《MBS Youth's Town（日语：MBSヤングタウン）》于8月20日的播出内容中说道，“虽然我知道会变成这样，但我认为这没有什么不好的。尽管粉丝会因为他们解散而感到寂寞，可在那样状态下的SMAP还有什么继续下去的意义”。他认可SMAP的解散并认为要更多地去关心成员和他们身边的工作人员。[125] 但他同时又在8月24日播出的《秋刀鱼的搞笑向上委员会（日语：さんまのお笑い向上委員会）》里面对共同演出的后辈艺人提问时，回答道“我是木村派”，“（真相是）玛丽批准了才说的”。因为这些极具争议的发言，他在网络上遭受了很多人的质疑。[126]

- 杰尼斯事务所的艺人也对SMAP的解散有许多评论，但其中泷泽秀明（泷与翼）的发言最具争议性。《周刊文春》在9月29日采访他的时候，泷泽秀明说道“一个普通少年的生活发生了180度的改变，因此对杰尼斯事务所心存感激是应该的。如果不明白这点，那就是个蠢货”，“我们的工作不只是被人关注讨论，我们的身后还有许多工作人员，他们的工作与我们息息相关”。[127] 不过他在12月25日的晚餐秀上否认了这一说法，他表示“我不可能对我的大前辈说那样的话”，并表示媒体曲解了“怀有感激的心情是理所当然”的含义。同时对于SMAP解散这件事，他说“很遗憾，还想看更多”，“希望事情最后能有所改变”，“有很多人都抱有这样的想法，但是最后的决定权还是在前辈手里”。[128]

- 戴夫·斯佩克特（日语：デーブ・スペクター）是日本少数几个敢在无线电视节目里批评杰尼斯事务所的人。在SMAP解散传闻澄清后的1月24日，斯佩克特在电视节目《Sunday Japon（日语：サンデージャポン）》里评论道，“关于这次传闻，电视台只会转载体育报纸和周刊杂志的报道，完全没有自己的独立采访内容。日本的娱乐界应该强调电视报道的重要性。”同时他也对电视台针对杰尼斯事务所不温不火的批评表示了不满。[129] 而在SMAP解散后，斯佩克特出现在富士电视网的节目《独家新闻!》里。他在节目里说道，“我在澳大利亚接受了电视采访”，“SMAP是如此受欢迎，所以我不知道为什么他们要解散，也不知道他们为什么必须解散，因此我对亚洲社会产生了浓厚兴趣”。节目主持人小仓智昭（日语：小倉智昭）询问斯佩克特，“那你是如何回答他们为什么要解散的？”斯佩克特回答道“事务所的事不像亲戚间的闹剧，有各种各样的情况……大家的关系已经发生了改变，但这并不是他们本人的期望。”[130]

- DOWN TOWN的松本人志也发表了对于日本娱乐圈相当犯忌的言论。他在富士电视网的电视节目《Wide na Show（日语：ワイドナショー）》元旦SP中对2016年的所有娱乐新闻进行了点评，“虽然不是还有各式各样的娱乐新闻么？但果然其中还是有事务所的权力黑手，大事务所的丑闻就是不能被报道”，“大家都知道，为什么不能报道那条新闻呢？明明它在网络上有那么高的热度，但在电视节目里却完全不予报道。这种奇怪的违和感，希望电视行业的从业人员能差不多也该注意到了。如果不这样的话，只能使我们的电视越来越远离时代。娱乐圈还真是一个奇怪的社会！和普通人的社会完全脱离开来，真是又寂寞又让人不甘心。”“为什么（电视）不报道那条新闻呢？通常情况下，那个事务所很大，牵扯了这样和那样的许多事情……我希望我们能好好地报道它。”“很遗憾不能报道它，我认为这件事中损失最大的就是艺人。”“（电视观众）渐渐远离，谁也不相信娱乐圈才是最讨厌的。”[131]

- 曾于1997年解散但又在2007年重组的日本传奇摇滚乐队X JAPAN的队长Yoshiki（林佳树）在8月25日的一个活动上接受记者采访时表示对SMAP的解散有一定的理解，“SMAP是一个很棒的团体，但是成员们也有各自的不同意见，除非你是其中一员，否则很难评价什么”，同时他有表示“大家都还活着，未来几年后再结成的话，他们会很高兴，粉丝也会很高兴”。[132]

### 学者专家
平时与娱乐圈关系不大的日本学者专家也在这次SMAP解散风波中发表了各自的看法，其中部分评论的内容相当尖锐。
新闻工作者津田大介对于富士电视台在全国性播出的电视节目上直播SMAP道歉的印象非常不满。他表示他不知道“道歉”的对象是谁？同时也不知道SMAP这个团体是否会继续存在下去？更是直指道歉内容是“令人恐惧且难以理解的”。此外津田大介还讥讽日本的大众媒体为了不失去报道的新闻来源，对于杰尼斯事务所过于维护，甚至称赞事务所让SMAP继续存在下去是一种“温情手段”。但相对的，在日本的社交媒体上却是指责杰尼斯事务所“利用公共广播资源来‘杀鸡儆猴’”且大部分都是反对事务所的言论。最后，津田更是直指大众媒体的这种报道态度和日本大报对日本政治家的报道方式一样，而这一切的根源正式日本社会里根深蒂固的权力骚扰以及公共广播资源私有化的各家电视台。他还将这比喻成顽固的老人想要摧毁才华四溢的年轻人。他呼吁媒体在报道新闻的时候要保持中立性并以读者为中心。

## 周边热销
在解散前的2016年12月，精选专辑和音像辑的制作发行工作业已完成。发行工作依旧是交给JVC建伍胜利娱乐公司负责，原本是计划作为SMAP出道25周年的庆典作品。作为该事件的一部分，根据各家店铺的不同，将展示SMAP成员所穿着的衣服。

### 精选辑
2016年12月21日，根据粉丝投票选择的精选辑《SMAP 25 YEARS》正式发行。该专辑在2017年1月2日、1月9日两周的时间内连续两周成为公信榜销量第一。 发行第三周级达成百万销量，实际销量100.7万张。 目前，该专辑销量已经突破113万张。
2016年12月6日，日本首家誓言重建组织“日本誓言重建组织（Vow Renewal Japan）”所推出的活动“VRJ最佳重新启誓日2016”中将12月21日定为“SMAP精选集发行纪念日”。

### 影像辑
2016年12月28日，SMAP影像专辑《Clip! Smap! 全单曲精选》开始发行。短短四天内，该影像专辑首周销量达到DVD 19.2万张、BD 28.9万张，荣登公信榜DVD/BD部门周排行综合第一名。凭借DVD和BD的综合销量，该专辑拿下视频部门音乐类BD周榜、音乐类DVD周榜和数字音乐周榜三个部门的冠军。《Clip! Smap! 全单曲精选》DVD拿下连续三周音乐类DVD周榜第一，这是SMAP首次有作品获得此成就。
本作收录了SMAP历年发售的55张单曲中的63首A面曲的视频，其中包括SMAP初次出道的珍贵影像等未公开的内容。

### 服装展示
就在SMAP精选辑发行的同期，SMAP成员所穿着的衣物也在部分唱片店内展示。这其中包括：淘儿唱片新宿店、淘儿唱片澀谷店、淘儿唱片福冈PARCO店、淘儿唱片大高店（名古屋市）、HMV札幌店、大阪、天神站前福冈大厦、函馆连锁店等。
详细内容可以访问SMAP于JVC建伍胜利娱乐公司官方页面查询，以下列表仅供参考。
| 展览店面                      | 展览期限                                         | 所展览服饰                                                   |
| ----------------------------- | ------------------------------------------------ | ------------------------------------------------------------ |
| TSUTAYA涉谷店                 | 2016年12月20日－1月3日                           | 稻垣吾郎「GIFT of SMAP -CONCERT TOUR'2012-」                 |
| TSUTAYA涉谷店                 | 2016年12月20日－12月25日・2017年1月26日－1月31日 | 草彅刚「Mr.S “saikou de saikou no CONCERT TOUR”」            |
| TSUTAYA涉谷店                 | 2016年12月29日－1月12日                          | 木村拓哉「SMAPとイク？SMAP SAMPLE TOUR FOR 62 DAYS」         |
| TSUTAYA涉谷店                 | 2017年1月7日－1月22日                            | 中居正广「We are SMAP! 2010 SMAP CONCERT TOUR」              |
| TSUTAYA涉谷店                 | 2017年1月26日－1月31日                           | 香取慎悟「We are SMAP! 2010 SMAP CONCERT TOUR」              |
| TSUTAYA大阪店                 | 2017年1月7日－1月12日                            | 稻垣吾郎「GIFT of SMAP -CONCERT TOUR'2012-」                 |
| TSUTAYA大阪店                 | 2017年1月16日－1月22日                           | 木村拓哉「SMAPとイク？SMAP SAMPLE TOUR FOR 62 DAYS」         |
| TSUTAYA大阪店                 | 2017年1月26日－1月31日                           | 中居正广「We are SMAP! 2010 SMAP CONCERT TOUR」              |
| TSUTAYA福冈・天神站前店       | 2016年12月20日－12月25日                         | 中居正广「We are SMAP! 2010 SMAP CONCERT TOUR」              |
| TSUTAYA福冈・天神站前店       | 2016年12月29日－1月3日                           | 香取慎悟「We are SMAP! 2010 SMAP CONCERT TOUR」              |
| TSUTAYA福冈・天神站前店       | 2017年1月7日－1月12日                            | 稻垣吾郎「GIFT of SMAP -CONCERT TO no CONCERT TOUR”」        |
| TSUTAYA福冈・天神站前店       | 2017年1月16日－1月22日                           | 稻垣吾郎「GIFT of SMAP -CONCERT TOUR'2012-」                 |
| TSUTAYA福冈・天神站前店       | 2017年1月26日－1月31日                           | 木村拓哉「SMAPとイク？SMAP SAMPLE TOUR」                     |
| 茑屋书店・函馆店              | 2016年12月20日－12月25日                         | 木村拓哉「SMAPとイク？SMAP SAMPLE TOUR」                     |
| 茑屋书店・函馆店              | 2016年12月29日－1月3日                           | 中居正广「We are SMAP! 2010 SMAP CONCERT TOUR」              |
| 茑屋书店・函馆店              | 2017年1月7日－1月12日                            | 香取慎悟「We are SMAP! 2010 SMAP CONCERT TOUR」              |
| 茑屋书店・函馆店              | 2017年1月16日－1月22日                           | 草彅刚「Mr.S “saikou de saikou no CONCERT TOUR”」            |
| 茑屋书店・函馆店              | 2017年1月26日－1月31日                           | 稻垣吾郎「GIFT of SMAP -CONCERT TOUR'2012-」                 |
| HMV・札幌店                   | 2016年12月20日－1月4日                           | 中居正广「GIFT of SMAP -CONCERT TOUR’2012-」                 |
| 淘儿唱片・新宿店              | 2016年12月20日－1月4日                           | 中居正广「Pop Up! SMAP -飛びます! トビだす! とびスマ? TOUR」 |
| 淘儿唱片・涉谷店              | 2016年12月20日－1月4日                           | 香取慎悟「Mr.S “saikou de saikou no CONCERT TOUR”」          |
| 山野乐器・仙台店              | 2016年12月20日－12月25日                         | 木村拓哉「We are SMAP! 2010 SMAP CONCERT TOUR」              |
| 山野乐器・仙台店              | 2016年12月20日－12月25日                         | 稻垣吾郎「GIFT of SMAP -CONCERT TOUR’2012-」                 |
| 山野乐器・银座本店            | 2016年12月27日－12月31日                         | 木村拓哉「We are SMAP! 2010 SMAP CONCERT TOUR」              |
| 山野乐器・银座本店            | 2016年12月27日－12月31日                         | 稻垣吾郎「GIFT of SMAP -CONCERT TOUR’2012-」                 |
| 山野乐器・华尔兹所泽店        | 2017年1月3日－1月5日                             | 木村拓哉「We are SMAP! 2010 SMAP CONCERT TOUR」              |
| 山野乐器・华尔兹所泽店        | 2017年1月3日－1月5日                             | 稻垣吾郎「GIFT of SMAP -CONCERT TOUR’2012-」                 |
| 山野乐器・Plaza Terrace店     | 2017年1月7日－1月9日                             | 木村拓哉「We are SMAP! 2010 SMAP CONCERT TOUR」              |
| 山野乐器・Plaza Terrace店     | 2017年1月7日－1月9日                             | 稻垣吾郎「GIFT of SMAP -CONCERT TOUR’2012-」                 |
| 山野乐器・Aeon Mall鹤见绿地店 | 2017年1月13日－1月20日                           | 木村拓哉「We are SMAP! 2010 SMAP CONCERT TOUR」              |
| 山野乐器・Aeon Mall鹤见绿地店 | 2017年1月13日－1月20日                           | 稻垣吾郎「GIFT of SMAP -CONCERT TOUR’2012-」                 |
| 東京都HMV & BOOKS TOKYO 5F    | 2016年12月20日－1月4日                           | 木村拓哉「Mr.S “saikou de saikou no CONCERT TOUR”」          |
| 東京都HMV & BOOKS TOKYO 5F    | 2017年1月7日－1月31日                            | 中居正广「GIFT of SMAP -CONCERT TOUR’2012-」                 |
| 東京都HMV & BOOKS TOKYO 5F    | 2017年1月7日－1月31日                            | 木村拓哉「Mr.S “saikou de saikou no CONCERT TOUR”」          |
| 東京都HMV & BOOKS TOKYO 5F    | 2017年1月7日－1月31日                            | 稻垣吾郎「SMAP 2008 super.modern.artistic.performance tour」 |
| 東京都HMV & BOOKS TOKYO 5F    | 2017年1月7日－1月31日                            | 草彅刚「We are SMAP! 2010 SMAP CONCERT TOUR」                |
| 東京都HMV & BOOKS TOKYO 5F    | 2017年1月7日－1月31日                            | 香取慎悟「Joy!!ジャケット撮影用つなぎ」                      |
| 淘儿唱片・大高店              | 2016年12月20日－1月4日                           | 草彅刚「SMAP 2008 super.modern.artistic.performance tour」   |
| 淘儿唱片・大高店              | 2017年1月7日－1月31日                            | 中居正广「Pop Up! SMAP -飛びます! トビだす! とびスマ? TOUR」 |
| 淘儿唱片・大高店              | 2017年1月7日－1月31日                            | 木村拓哉「GIFT of SMAP -CONCERT TOUR’2012-」                 |
| 淘儿唱片・大高店              | 2017年1月7日－1月31日                            | 稻垣吾郎「Otherside」                                        |
| 淘儿唱片・大高店              | 2017年1月7日－1月31日                            | 草彅刚「SMAP 2008 super.modern.artistic.performance tour」   |
| 淘儿唱片・大高店              | 2017年1月7日－1月31日                            | 香取慎悟「Mr.S “saikou de saikou no CONCERT TOUR”」          |

### 脚注
1. ↑  《周刊文春》在过去报道过约翰尼·喜多川的儿童性虐待丑闻及其他有关杰尼斯事务所的诉讼，因此与杰尼斯事务所的关系非常敌对。
2. ↑  在宣布红白歌合战的主持人之前，各家媒体有关SMAP或SMAP某位成员将担任主持的新闻喧嚣尘上。而玛丽·喜多川在接受NHK新闻节目《早安都市》采访的时候，表示公司愿意推荐当时已经成立20周年的组合V6的成员井之原快彦出任当年的白组主持。当得知饭岛三智没有与公司三位代表董事约翰尼·喜多川、玛丽、喜多川及藤岛茱莉景子确认就与NHK协商由SMAP或木村拓哉出任主持的时候，玛丽感到非常愤怒。在报道里，饭岛三智被玛丽·喜多川斥责为“不懂得公司政策么？”随后杰尼斯事务所对NHK表示，“如果选用SMAP或其成员为红白的主持人，那么事务所的其他艺人将抵制这次红白”。因此饭岛三智的提议被迫取消。事实上，当年的白组主持是由井之原快彦担任。
3. ↑  按照平时SMAP并排站立的习惯，应该是队长中居正广站立于队伍中间，而直播时却是木村拓哉站立于中间。而根据次日富士电视台新闻节目播出的一段直播前录像显示，当时在进场的时候，中居正广被工作人员要求等到最后。
4. ↑  只有木村拓哉没有说出任何道歉意图的话语。
5. ↑  木村拓哉为白色领带，而其余四位成员则是黑色领带。
6. ↑  有大媒体的报道指出，“这是一个再次确认事务所内部团结并继续向前奋进的聚餐”；但实际情况却是“气氛仿佛葬礼的守夜仪式”，四位成员不断向前辈致歉，气氛非常尴尬。
7. ↑  根据媒体报道，此时木村拓哉正在休假中，他和他的家人当时正在夏威夷。
8. ↑  中居正广当时是负责TBS电视台奥运会转播报道的主要主持人。
9. ↑  SMAP解散之后，许多SMAP的粉丝纷纷来该店参观，故被《体育日本》列为“圣店巡礼”。[91]
10. ↑  2017年11月3日，稻垣吾郎、草彅刚与香取慎吾在AbemaTV播出的《72小时真心电视》节目里与该烤肉店的店主堺正章进行了交谈并回顾了当日。[92]

### 出典
1. ↑  阿三叔. . 腾讯网. 腾讯动漫频道.   [2018-10-14]. （原始内容存档于2018-10-14）.
2. ↑  . 人民网. 人民网日本频道.   [2018-10-14]. （原始内容存档于2019-04-05）.
3. ↑  羊驼; Yui. . 荆楚网. 新浪娱乐频道.   [2018-10-14]. （原始内容存档于2018-10-14）.
4. ↑  . 人民网. 人民网日本频道.   [2018-10-14]. （原始内容存档于2017-05-03）.
5. ↑  . 人民网. 人民网日本频道.   [2018-10-14]. （原始内容存档于2017-09-15）.
6. ↑  . Oricon.   [2018-10-14]. （原始内容存档于2018-06-28）.
7. ↑  . 杰尼斯事务所.   [2018-10-14]. 原始内容存档于2012-09-25.
8. ↑  . 杰尼斯事务所.   [2018-10-14]. 原始内容存档于2012-09-25.
9. ↑  . 杰尼斯事务所.   [2018-10-14]. 原始内容存档于2012-09-25.
10. ↑  . 搜狐网. 搜狐娱乐.   [2018-10-14]. （原始内容存档于2018-10-14）.
11. ↑  . 毎日新聞 2016年12月23日 東京朝刊. 2016-12-23  [2017-01-03]. （原始内容存档于2017-01-05）.
12. ↑  . 體育日本. 2017-01-01  [2017-01-03]. （原始内容存档于2017-01-03）.
13. ↑  . MusicVoice. 2016-09-13  [2016-09-13]. （原始内容存档于2016-09-13）.
14. ↑  . Asahi Shimbun Digital[and] ＆ｗ. 2016-12-27  [2016-12-27]. （原始内容存档于2016-12-28）.
15. ↑  . 産経ニュース. 2016-12-27  [2016-12-27]. （原始内容存档于2017-01-03）.
16. ↑  小浪. . 荆楚网. 新浪娱乐.   [2018-10-14]. （原始内容存档于2018-10-14）.
17. ↑  Yui. . 新浪网. 新浪娱乐.   [2018-10-14]. （原始内容存档于2018-10-14）.
18. ↑  . 新浪网. 新浪娱乐.   [2018-10-14]. （原始内容存档于2018-10-14）.
19. ↑  常田，第75頁.
20. ↑  常田，第64-67頁.
21. ↑  常田，第72-75頁.
22. ↑  常田，第84頁.
23. ↑  常田，第54-55頁.
24. ↑  常田，第85頁.
25. ↑  常田，第86頁.
26. ↑  常田，第188-193頁.
27. ↑  週刊文春、2015年1月29日号
28. ↑  存続するSMAP、民主化しないジャニーズ――SMAP解散騒動の煮え切らない結末 （页面存档备份，存于）（松谷創一郎/Yahoo!新闻 2016年1月18日付）
29. ↑  松谷，第50頁.
30. ↑  週刊新潮、2016年12月29日・1月5日新年特大号,pp. 188.
31. ↑  常田，第41-42頁.
32. ↑  常田，第105頁.
33. ↑  SMAP解散へ!木村拓哉以外ジャニーズから独立 （页面存档备份，存于）（日刊体育 2016年1月13日付）
34. ↑  SMAP分裂危機!“育ての親”退社に4人同調、キムタクは残留 （页面存档备份，存于）（Sponichi Annex/体育日本 2016年1月13日付）
35. ↑  松谷，第49頁.
36. ↑  常田，第106-112頁.
37. ↑  常田，第111頁.
38. ↑  常田，第117頁.
39. ↑  常田，第117-120頁.
40. ↑  常田，第80頁.
41. ↑  常田，第132-133頁.
42. 1 2  松谷，第54頁.
43. 1 2  . 赫芬顿邮报. 2016-01-19  [2016-02-01]. （原始内容存档于2016-02-02） （日语）.
44. ↑  . スポニチアネックス. 2016-01-19  [2016-01-19]. （原始内容存档于2016-01-19）.
45. ↑  SMAP公開謝罪も「5人で活動」の言葉なし! 憔悴した顔に「こんなのSMAPじゃない」の悲鳴続出 （页面存档备份，存于）（サイゾーウーマン 2016年1月18日付）
46. ↑  SMAPに「もやもや」「怖い」/ネット反応 （页面存档备份，存于）（日刊スポーツ 2016年1月19日付）
47. ↑  松谷，第56-57頁.
48. ↑  松谷，第76-77頁.
49. ↑  松谷，第58-59頁.
50. ↑  常田，第135-137頁.
51. ↑  常田，第147頁.
52. ↑  常田，第125頁.
53. ↑  松谷，第59-67頁.
54. ↑  松谷，第78-79頁.
55. ↑  ジャニー社長 SMAP解散を完全否定 （页面存档备份，存于）（デイリースポーツ 2016年5月5日付）
56. ↑  SMAP解散「しない」と初明言 （页面存档备份，存于）（デイリースポーツ 2016年6月7日付）
57. ↑  . デイリースポーツ. 2017-01-01  [2017-01-15]. （原始内容存档于2017-01-16）.
58. ↑  SMAP TBS「音楽の日」&フジ「FNSうたの夏まつり」辞退（2016年7月15日時点のアーカイブ） - Yahoo!ニュース （スポニチアネックス 2016年7月15日(金)5時58分配信）
59. ↑  SMAP今夏「歌番組撤退」の謎 ジャニーズ側から出演辞退 （页面存档备份，存于） 東スポWeb 2016年7月15日配信。
60. ↑  ついに紅白辞退報道も 露出減で聞こえる“SMAP崩壊”の足音 （页面存档备份，存于）,日刊ゲンダイ,2016年7月31日
61. ↑  .   [2018-10-18]. （原始内容存档于2018-08-08）.
62. ↑  「SMAP」グループ活動についてのお知らせ （页面存档备份，存于）（ジャニーズ事務所公式"Johnny's net" 2016年8月14日付）
63. ↑  SMAP解散メンバーコメント全文 中居「申し訳…ありません」行間に見える温度差（2016年8月13日時点のアーカイブ） - Yahoo!ニュース（デイリースポーツ 2016年8月14日(日)0時56分配信）
64. 1 2  SMAP解散 NHKがテロップ、異例の臨時ニュース 各局も速報 （页面存档备份，存于） デイリースポーツ 2016年8月14日
65. ↑  SMAP解散、NHKがニュース速報で報じる…リオ五輪、テニス・錦織戦で （页面存档备份，存于） 2016年8月14日  スポーツ報知
66. ↑  稲垣吾郎18日のラジオでSMAP解散コメント発表 （页面存档备份，存于） 日刊スポーツ 2016年8月16日
67. ↑  稲垣吾郎さん「驚かせて申し訳ございません」 ラジオで解散報告 （页面存档备份，存于） 産経ニュース 2016年8月18日
68. ↑  . 日刊スポーツ. 2016-08-19  [2018-10-24]. （原始内容存档于2018-08-08）.
69. ↑  中居正広も解散謝罪「リオ五輪に水差した」3日連続3人目、最長90秒 （页面存档备份，存于） スポーツニッポン 2016年8月20日
70. ↑  草なぎ＆香取はラジオでファンに感謝 4日連続でメンバー全員が解散言及 （页面存档备份，存于） スポーツニッポン 2016年8月21日
71. ↑  SMAP、今年12月31日で解散　「活動休止」の折衷案決定間際に一転 （页面存档备份，存于）,スポーツ報知,2016年8月14日
72. ↑  『スポーツ報知』2016年8月14日付
73. ↑  フジ決断　SMAPのFNS歌謡祭出演は「無理」 （页面存档备份，存于）,東スポWeb,2016年9月27日
74. ↑  生SMAPもう見られない！？「さんスマ」が中止決定…紅白は交渉難航 （页面存档备份，存于）,サンスポ,2016年12月3日
75. ↑  「さんま＆SMAP」実現はかなり難しいと明石家さんまが告白。しかしオファーは出した。 （页面存档备份，存于）,エンタメニュース,2016年10月1日
76. ↑  .   [2018-10-24]. （原始内容存档于2018-10-05）.
77. ↑  .   [2018-10-24]. （原始内容存档于2018-10-05）.
78. ↑  SMAP、紅白出場歌手に入らず NHK、交渉は継続か （页面存档备份，存于）,朝日新聞,2016年11月24日
79. ↑  SMAP　紅白正式辞退を発表　26日「スマスマ」がラストステージ （页面存档备份，存于）,スポニチ Sponichi Annex 2016年12月23日
80. ↑  SMAP、紅白完全消滅…過去の映像演出も断念 （页面存档备份，存于） - スポーツ報知、2016年12月25日。
81. ↑  SMAPラスト歌唱曲「世界に一つだけの花」だった （页面存档备份，存于）,2016年12月3日 日刊スポーツ
82. ↑  「SMAP×SMAP」最終回ほぼ　5時間スペシャル （页面存档备份，存于） - 日刊スポーツ、2016年12月5日。
83. ↑  5人そろうのは最後?「ビストロSMAP」タモリをゲストにラスト収録 （页面存档备份，存于）,スポニチ Sponichi Annex 2016年12月9日
84. ↑  スマスマ最終回視聴率は23.1％ （页面存档备份，存于） Sponichi Annex 2016年12月27日発行、同日閲覧。
85. ↑  .   [2018年10月25日]. （原始内容存档于2018年10月2日）.
86. ↑  テレビ単発番組一覧 青森放送PDF
87. ↑  宮崎県民に朗報　スマスマ最終回　同時ネットせずも31日放送 （页面存档备份，存于） スポーツニッポン 2016年12月27日
88. ↑  「SMAP特集」14時間 FM OSAKAで異例の長時間特番  （页面存档备份，存于） オリコンスタイル
89. ↑  . NEWSポスト. 2017-01-03  [2017-01-03]. （原始内容存档于2017-01-03）.
90. ↑  . NEWSポスト. 2017-01-03  [2017-01-03]. （原始内容存档于2017-01-06）.
91. ↑  . スポーツニッポン. 2017-01-04  [2017-01-04]. （原始内容存档于2017-01-05）.
92. ↑  . スポーツ報知. 2017-11-03  [2017-11-05]. （原始内容存档于2017-11-07）.
93. ↑  . スポーツニッポン. 2017-01-03  [2017-01-03]. （原始内容存档于2017-01-03）.
94. ↑  . SANSUPO.COM. 2016-12-26  [2017-10-22]. （原始内容存档于2017-05-17）.
95. ↑  . DAYLY SPORTS ONLINE. 2016-12-29  [2017-10-22]. （原始内容存档于2017-10-22）.
96. ↑  木村拓哉　解散前最後のラジオで「ありがとう!SMAP」…ファンにも感謝 （页面存档备份，存于） DAILY SPORTS ONLINE 2016.12.30
97. ↑  SMAPリーダー・中居正広の大みそかラジオ番組詳報　「来年どういうふうにするか全く考えていない」 （页面存档备份，存于） SANSUPO.COM 2017.1.1
98. ↑  . 朝日新闻. 2017-01-01  [2019-07-01]. （原始内容存档于2017-01-01）.
99. ↑  . 体育日本.   [2019-07-01]. （原始内容存档于2019-07-01）.
100. ↑  . 日刊体育.   [2019-07-01]. （原始内容存档于2019-07-01）.
101. ↑  . MDPR.   [2019-07-19]. （原始内容存档于2019-07-19）.
102. ↑  . 富士体育.   [2019-07-19]. （原始内容存档于2017-01-16）.
103. ↑  . 体育日报.   [2019-07-19]. （原始内容存档于2019-07-19）.
104. ↑  . 体育日报.   [2021-02-27]. （原始内容存档于2020-11-11）.
105. ↑  . 体育日本.   [2021-02-27]. （原始内容存档于2020-05-06）.
106. ↑  滝沢文那. . 朝日新闻.   [2021-02-27]. （原始内容存档于2021-01-14）.
107. ↑  佐藤結衣. . Real Sound.   [2021-03-17]. （原始内容存档于2021-03-14）.
108. ↑  . Wezzy.   [2021-03-17]. （原始内容存档于2020-10-27）.
109. ↑  . 体育日报.   [2021-03-17]. （原始内容存档于2021-01-21）.
110. ↑  . 体育日本.   [2021-03-17]. （原始内容存档于2020-12-11）.
111. ↑  . NHK. 2019-07-17  [2021-03-27]. （原始内容存档于2019-07-23） （日语）.
112. ↑  . 产经新闻.   [2021-03-27]. （原始内容存档于2021-01-21）.
113. ↑  . Daily新潮.   [2021-03-27]. （原始内容存档于2021-03-05）.
114. ↑  . 文春Online.   [2021-03-27]. （原始内容存档于2021-01-16）.
115. ↑  . Oricon.   [2021-03-27]. （原始内容存档于2021-02-20）.
116. ↑  . 周刊新潮.   [2021-03-27].
117. ↑  . 日刊体育.   [2021-03-28]. （原始内容存档于2020-05-06）.
118. ↑  . 体育日报.   [2021-03-28]. （原始内容存档于2021-03-20）.
119. ↑  . 体育日本.   [2021-03-29]. （原始内容存档于2020-05-07）.
120. ↑  . 体育日本.   [2021-03-29]. （原始内容存档于2020-05-07）.
121. ↑  . 体育日本. 2016-08-28  [2021-03-29]. （原始内容存档于2016-08-28） （日语）.
122. ↑  参见《周刊文春》2016年9月29日号和2016年9月21日。
123. ↑  . 体育日本.   [2021-03-29]. （原始内容存档于2020-10-24）.
124. ↑  常田，第145頁.
125. ↑  . MyNavi.   [2021-03-30]. （原始内容存档于2020-10-28）.
126. ↑  . 赫芬顿邮报.   [2021-03-30]. （原始内容存档于2020-05-06）.
127. ↑  . Oricon.   [2021-03-30]. （原始内容存档于2021-01-21）.
128. ↑  津田大介. . 东京: 朝日新闻. 2016-01-28  [2021-05-02]. （原始内容存档于2016-01-28） （日语）.
129. ↑  . Musicman-NET. 2016-12-27  [2016-12-27]. （原始内容存档于2017-01-06）.
130. ↑  . gooニュース. 2017-01-05  [2017-01-05]. （原始内容存档于2017-01-06）.
131. ↑  SMAPベストが3週目でミリオン達成 （页面存档备份，存于）ORICON STYLE 2017年1月10日
132. ↑  . 一般社団法人バウリニューアルジャパン. 2016-12-06  [2016-12-06]. （原始内容存档于2016-12-07）.
133. ↑  【オリコン】SMAP映像集も好調 3週連続DVD総合1位 （页面存档备份，存于）,ORICON STYLE 2017-01-18
134. ↑  . FM NACK5. 2017-01-06  [2017-01-06]. （原始内容存档于2017-01-06）.
135. ↑  . cyzowoman. 2016-12-21  [2016-12-21]. （原始内容存档于2016-12-22）.

### 文献
- 常田裕; 宝岛特別取材班. . 日本东京都: 宝岛社. 2016年4月9日. ISBN 978-4-8002-5390-3.

- 常田裕. . 日本东京都: SB新書（日语：SB新書）. 2017年1月15日. ISBN 978-4-7973-8987-6.

## 相关词条
- 电视就是武器！SMAP×FNS 27小時电视（日语：FNS27時間テレビ_(2014年)）——该特别节目包含一部虚构SMAP解散事件的短剧《我们还有明天》

- SMAP
  - 中居正广
  - 木村拓哉
  - 稻垣吾郎
  - 草彅刚
  - 香取慎吾
  - 森且行

- 饭岛三智
  - CULEN

- 杰尼斯事务所
  - 约翰尼·喜多川
  - 玛丽·喜多川
  - 藤岛·茱莉·景子